# Dominikanski samostan i crkva sv. Petra u Starom Gradu
Crkva sv. Petra s dominikanskim samostanom nalazi se na južnom rubu Starog grada. 

### Povijest
Samostan je 1482. osnovao talijanski dominikanac fra German iz Piacenze koji podiže i prvu crkvu sv. Petra Mučenika, dovršenu 1488. U ovoj je crkvi 1546. Petar Hektorović podigao svoj oltar i grobnicu za svoju majku Katarinu: na podu se nalazila kamena ploča s epitafom posvećenim Katarini, a fragment ploče se čuva u samostanskom muzeju. U crkvi je pokopan i Petar, a njegov grob se nalazi s desne strane glavnog oltara. 1571. samostan su poharali Turci nakon čega je utvrđen. Crkva se obnavlja 1682., a samostan 1727., dok se 1896. proširuje izgradnjom zapadnog krila. Stara crkva je srušena 1893. te se gradi nova. 
Godine 1907. na orguljama dominikanskog samostana intervenirao je hrvatski amaterski graditelj orgulja Kajetan Letić koji je zadnje godine svog života proveo na Hvaru.

### Opis
Nova je crkva velika trobrodna građevina s pravokutnom apsidom. Od kamena stare crkve je sagrađen zid nove crkve prema klaustru dok su ostali dijelovi od bračkog kamena. Iz stare je crkve glavni oltar iz 1786. s drvenim raspelom nepoznatog majstora iz 16. st. kao i oltar Gospe od Ružarija iz 1769., rad majstora Andrije Bruttapelle. Na njemu je oltarna pala iz 17. st. s prikazom Gospe od Ružarija. Iznad korskih sjedala se nalaze dvije slike Baldassarea D'Anna iz 1. polovine 17. st.: slika Katarine Sienske s likovima sv. Nikole, sv. Tome Akvinskog i sv. Ivana Krstitelja te slika sv. Hijacinta pred Gospom. 
Trokrilni samostan s crkvom na sjeveru zatvara renesansni klaustar s vrtom i nedovršenim nizom arkada trijema. Nakon turskog napada na otok Hvar krajem 16. stoljeća, samostan je utvrđen dvjema okruglim kulama na SI i JZ no vjerojatno su još dvije kule postojale na SZ i JI (u stilu renesansnih kaštela s kulama na uglovima). U klaustru, iznad južnog ulaza u crkvu, u funkciji nadvratnika stoji natpis sa stihovima Petra Hektorovića na hrvatskom jeziku koji potječe iz stare crkve, a bio je ugrađen na vanjski zid Hektorovićeve kapele:
PVTNICE CHOYI ZNACS // CIMSE RAY DOBIIVAA

EVO OVDE ISVS NACS // V GREBV POCIIVAA

POYMVSE POCHLONI // POCTVY BOGA TVOGA

NECHATE VCHLONI // ODA ZLA SVACHOGA

PUTNIČE KOJI ZNAŠ // ČIM SE RAJ DOBIVA

EVO OVDJE ISUS NAŠ // U GROBU POČIVA

POĐI MU SE POKLONI // POŠTUJ BOGA SVOGA

NEKA TE UKLONI // OD ZLA SVAKOGA

U samostanu se nalazi vrlo vrijedna knjižnica koja sadrži više od 20 000 svezaka. Samostan čuva i zbriku slika te numizmatičku zbirku dok se najljepše umjetnine samostana nalaze u njegovom muzeju. U muzeju se čuva poznata slika Jacopa Tintoretta (1518. – 1594.), “Polaganje u grob“ iliti “Oplakivanje Krista“. Ova je slika nekad stajala na Hektorovićevom oltaru. Priča kaže da je na njoj prikazan sam Petar kao Nikodem u društvu kćeri (prikazane kao Marija Magdalena) i zeta. Ovdje je i drveno raspelo iz 1703., djelo venecijanskog kipara Giacoma Piazzette. U arheološkom dijelu muzeja izloženi su neki od najstarijih pisanih spomenika u Hrvatskoj te razni rimski nadgrobni spomenici i reljefi. Važan je ulomak mramorne ploče s predromaničkim pleternim ukrasom – jedini poznati spomenik te vrste na otoku.

## Zaštita
Pod oznakom Z-6536 zavedeni su kao nepokretno kulturno dobro - pojedinačno, pravna statusa zaštićena kulturnog dobra, klasificirano kao "sakralna graditeljska baština".

## Vanjske poveznice
|  | Zajednički poslužitelj ima još gradiva o temi Dominikanski samostan i crkva sv. Petra u Starom Gradu |